# Lai de Tyolet

Le Lai de Tyolet est un poème anonyme du  XIIe ou XIIIe siècle, qui se situe dans le monde du roi Arthur.
Il est connu par un seul manuscrit de la fin du XIIIe siècle, le BNF fr. 1104, et n'a été publié pour la première fois qu'en 1879.
Goulven Peron, spécialiste du Graal, le place « parmi les plus intrigants de tous les lais bretons composés aux XIIe et XIIIe siècles », et montre qu'il n'est pas impossible que ce texte de 704 vers soit l'un des textes à la base du Conte du Graal de Chretien de Troyes.